# Albin Ekdal
Albin Ekdal (* 28. července 1989) je švédský profesionální fotbalista a bývalý reprezentant, který hraje na pozici defenzivního záložníka za klub Djurgårdens IF.

## Klubová kariéra

### Brommapojkarna
Albin Ekdal začal svou profesionální hráčskou kariéru na začátku sezóny 2007 v klubu IF Brommapojkarna v rámci ligy Allsvenskan. Hrál především na pozici středního záložníka, ale také na pozici ofenzivního záložníka nebo pravého záložníka.

### Juventus
Dne 23. května 2008 podepsal čtyřletou smlouvu s Juventusem v italské Serii A. V lize debutoval 18. října při venkovní porážce 2:1 s Neapolí, když v 75. minutě nahradil Christiana Poulsena.

#### Hostování v Sieně
Dne 15. července 2009 podepsal italský klub ACR Siena 1904 smlouvu s Ekdalem na sezónní hostování. Za toskánský klub, který nakonec na konci sezóny sestoupil, odehrál 27 zápasů a jednou skóroval při prohře 4:3 s pozdějším vítězem treble Interem Milán 9. ledna 2010.

### Bologna
Dne 28. června 2010 Juventus prodal 50 % vlastnických práv na Ekdala Bologni. Podle dohody se oba kluby měly dohodnout, kde bude Ekdal hrát. Za Bolognu Ekdal odehrál celkem 23 zápasů a jediný gól vstřelil při vítězství 2:0 nad Bari.

### Cagliari
Dne 23. srpna 2011 byl Ekdal prodán do dalšího týmu Serie A, Cagliari, a podepsal zde tříletou smlouvu za 3 miliony eur.
Dne 28. září 2014 vstřelil Ekdal hattrick, když Cagliari vyhrálo 4:1 na hřišti Interu Milán.

### Hamburger SV
Dne 18. července 2015 podepsal s Ekdalem čtyřletou smlouvu německý klub Hamburger SV. Za záložníka celkem vyplatil 4,5 milionu eur, s platem 600 000 eur za sezónu. Ekdal dostal dres s číslem 20.
Za tým odehrál celkem 57 zápasů. V každé ze tří sezón, které Ekdal strávil v týmu, bojoval o udržení, Hamburger nakonec v roce 2018 sestoupil do 2. Bundesligy. Za tým z Hamburku skóroval jednou, jediný gól vstřelil při domácí výhře nad Herthou BSC 5. března 2017.
Dne 21. ledna 2017 obdržel Ekdal první červenou kartu v kariéře po 33 minutách na hřišti VfL Wolfsburg. Zápas skončil prohrou 0:1.

### Sampdoria
Dne 14. srpna 2018, po sestupu Hamburku z Bundesligy, se Ekdal vrátil do Serie A podpisem smlouvy se Sampdorií.

### Spezia
Dne 13. července 2022 podepsal Ekdal dvouletou smlouvu se Spezií.

### Djurgården
Dne 30. prosince 2023 se Ekdal po 16 letech v zahraničí přestěhoval zpět do Švédska a Stockholmu, kde podepsal smlouvu s klubem Djurgårdens IF, kterému fandil jako dítě.

## Reprezentační kariéra
Ekdal debutoval za Švédsko 10. srpna 2011 v přátelském utkání proti Ukrajině v Charkově. V 60. minutě nahradil Sebastiana Larssona při výhře 1:0.
Ekdal byl jmenován do švédského 23členného týmu pro Mistrovství Evropy ve fotbale 2016 ve Francii, navzdory hluboké řezné ráně v zádech z oslav nedávné záchrany Hamburku v Bundeslize, což ohrozilo jeho účast. Odehrál všechny zápasy na turnaji, ale Švédsko skončilo ve své základní skupině na posledním místě a vypadlo z turnaje.
V červnu 2018 byl Ekdal jmenován do švédského 23členného týmu pro Mistrovství světa ve fotbale 2018 v Rusku. Odehrál všech pět zápasů při švédském postupu do čtvrtfinále.
Ekdal byl také zařazen do 26členného švédského týmu pro Mistrovství Evropy ve fotbale 2020.
Poté, co se Švédsko nekvalifikovalo na Mistrovství Evropy ve fotbale 2024, Ekdal oznámil svůj odchod z mezinárodního fotbalu. Dne 20. listopadu 2023 se naposledy objevil v kvalifikaci proti Estonsku ve Friends Areně, kde byl kapitánem týmu a odehrál 72 minut, než byl za potlesku publika vestoje vystřídán.

## Osobní život
Ekdal vyrůstal v Höglandetu, bohatém předměstí západně od Stockholmu. Je synem Lennarta Ekdala, oceňovaného švédského novináře, televizní osobnosti a hlasatele zpráv známého pro svou práci pro noviny Dagens Nyheter a finanční časopis Veckans Affärer, stejně jako moderování televizních pořadů jako Kalla fakta, Halvtid för Reinfeldt (s Fredrikem Reinfeldtem), nebo Kvällsöppet med Ekdal & Hakelius a Hetluft.
Ekdalův mladší bratr, Hjalmar Ekdal, je také profesionální fotbalista, který hraje za Burnley FC i švédský národní tým.

## Statistiky

### Klubové
Platí k zápasu hranému 4. června 2023.
| Klub              | Sezóna            | Liga              | Liga   | Liga | Pohár  | Pohár | Kontinentální | Kontinentální | Ostatní | Ostatní | Celkově | Celkově |
| Klub              | Sezóna            | Soutěž            | Zápasy | Góly | Zápasy | Góly  | Zápasy        | Góly          | Zápasy  | Góly    | Zápasy  | Góly    |
| ----------------- | ----------------- | ----------------- | ------ | ---- | ------ | ----- | ------------- | ------------- | ------- | ------- | ------- | ------- |
| Brommapojkarna    | 2007              | Allsvenskan       | 15     | 0    | –      | –     | –             | –             | –       | –       | 15      | 0       |
| Brommapojkarna    | 2008              | Superettan        | 9      | 0    | –      | –     | –             | –             | –       | –       | 9       | 0       |
| Brommapojkarna    | Celkově           | Celkově           | 24     | 0    | 0      | 0     | 0             | 0             | 0       | 0       | 24      | 0       |
| Juventus          | 2008/09           | Serie A           | 3      | 0    | 0      | 0     | 0             | 0             | –       | –       | 3       | 0       |
| Juventus          | 2009/10           | Serie A           | 0      | 0    | 0      | 0     | 0             | 0             | –       | –       | 0       | 0       |
| Juventus          | 2010/11           | Serie A           | 0      | 0    | 0      | 0     | 1             | 0             | –       | –       | 1       | 0       |
| Juventus          | Celkově           | Celkově           | 3      | 0    | 0      | 0     | 1             | 0             | 0       | 0       | 4       | 0       |
| Siena (hostování) | 2009/10           | Serie A           | 26     | 1    | 1      | 0     | –             | –             | –       | –       | 27      | 1       |
| Bologna           | 2010/11           | Serie A           | 22     | 1    | 1      | 0     | –             | –             | –       | –       | 23      | 1       |
| Cagliari          | 2011/12           | Serie A           | 30     | 1    | 1      | 0     | –             | –             | –       | –       | 31      | 1       |
| Cagliari          | 2012/13           | Serie A           | 31     | 1    | 3      | 0     | –             | –             | –       | –       | 34      | 1       |
| Cagliari          | 2013/14           | Serie A           | 22     | 1    | 1      | 0     | –             | –             | –       | –       | 23      | 1       |
| Cagliari          | 2014/15           | Serie A           | 33     | 5    | 1      | 0     | –             | –             | –       | –       | 34      | 5       |
| Cagliari          | Celkově           | Celkově           | 116    | 8    | 6      | 0     | 0             | 0             | 0       | 0       | 122     | 9       |
| Hamburger SV      | 2015/16           | Bundesliga        | 14     | 0    | 1      | 0     | –             | –             | –       | –       | 15      | 0       |
| Hamburger SV      | 2016/17           | Bundesliga        | 21     | 1    | 2      | 0     | –             | –             | –       | –       | 23      | 1       |
| Hamburger SV      | 2017/18           | Bundesliga        | 19     | 0    | 0      | 0     | –             | –             | –       | –       | 19      | 0       |
| Hamburger SV      | Celkově           | Celkově           | 54     | 1    | 3      | 0     | 0             | 0             | 0       | 0       | 57      | 1       |
| Sampdoria         | 2018/19           | Serie A           | 32     | 0    | 1      | 0     | –             | –             | –       | –       | 33      | 0       |
| Sampdoria         | 2019/20           | Serie A           | 32     | 0    | 1      | 0     | –             | –             | –       | –       | 33      | 0       |
| Sampdoria         | 2020/21           | Serie A           | 32     | 2    | 1      | 0     | –             | –             | –       | –       | 33      | 2       |
| Sampdoria         | 2021/22           | Serie A           | 26     | 1    | 1      | 0     | –             | –             | –       | –       | 27      | 1       |
| Sampdoria         | Celkově           | Celkově           | 122    | 3    | 4      | 0     | 0             | 0             | 0       | 0       | 126     | 3       |
| Spezia            | 2022/23           | Serie A           | 31     | 0    | 2      | 1     | –             | –             | 0       | 0       | 33      | 1       |
| Celkově v kariéře | Celkově v kariéře | Celkově v kariéře | 376    | 14   | 17     | 1     | 1             | 0             | 0       | 0       | 394     | 15      |

### Reprezentační
| Národní tým | Rok     | Zápasy | Góly |
| ----------- | ------- | ------ | ---- |
| Švédsko     | 2011    | 1      | 0    |
| Švédsko     | 2012    | 1      | 0    |
| Švédsko     | 2013    | 5      | 0    |
| Švédsko     | 2014    | 6      | 0    |
| Švédsko     | 2015    | 7      | 0    |
| Švédsko     | 2016    | 8      | 0    |
| Švédsko     | 2017    | 4      | 0    |
| Švédsko     | 2018    | 10     | 0    |
| Švédsko     | 2019    | 8      | 0    |
| Švédsko     | 2020    | 5      | 0    |
| Švédsko     | 2021    | 10     | 0    |
| Švédsko     | 2022    | 1      | 0    |
| Švédsko     | 2023    | 4      | 0    |
| Celkově     | Celkově | 70     | 0    |

## Úspěchy
Individuální
- Švédský záložník roku: 2013, 2014, 2015
- Stor Grabb: 2016